# Spaceman (The Killers)
Spaceman is een nummer van de Amerikaanse rockband The Killers uit 2009. Het is de tweede single van hun derde studioalbum Day & Age.
Het nummer werd een klein hitje in Noord-Amerika en Europa. In de Amerikaanse Billboard Hot 100 had het nummer niet zoveel succes, het haalde daar de 67e positie. In de Nederlandse Top 40 haalde "Spaceman" een bescheiden 22e notering, in de Mega Top 50 bereikte het de 18e positie en in Vlaanderen haalde het de 6e positie in de Tipparade.